# (16244) Brož
(16244) Brož, désignation internationale (16244) Broz, est un astéroïde de la ceinture principale.

## Description
(16244) Broz est un astéroïde de la ceinture principale. Il fut découvert le 4 avril 2000 à la station Anderson Mesa par le programme LONEOS. Il présente une orbite caractérisée par un demi-grand axe de 2,32 UA, une excentricité de 0,26 et une inclinaison de 3,8° par rapport à l'écliptique.

## Compléments